# The Sky Mérida
The Sky by Sky Capital es un rascacielos actualmente en construcción, que se ubica en la ciudad de Mérida, Yucatán, México. Está cuenta con 160 metros de altura, superando al complejo residencial Country Towers Mérida, convirtiéndose en el edificio más alto de la ciudad de Mérida y en el primer rascacielos del Sureste de México.
Su construcción inició en el año 2021, está previsto que termine en 2025.

## Detalles importantes
- Será el primer rascacielos del Sureste de México.
- Su uso será mixto: desde oficinas, un centro comercial, restaurantes, consultorios médicos y terraza.
- Derivado de las condiciones climáticas de la región, se tuvo qué utilizar cemento especial.[3]

## Ubicación
The Sky se encuentra en la zona norte de Mérida, específicamente en la colonia Temozón Norte, el rascacielos se ubica sobre el periférico Lic. Manuel Berzunza el cual rodea la ciudad y conecta toda la Zona Metropolitana de Mérida.